# ALICE (propergol)
ALICE es un propergol consistente en polvo de aluminio y hielo. Fue utilizado con éxito por primera vez para lanzar un pequeño cohete desde el campus de la Universidad Purdue, en Indiana, en agosto de 2009.

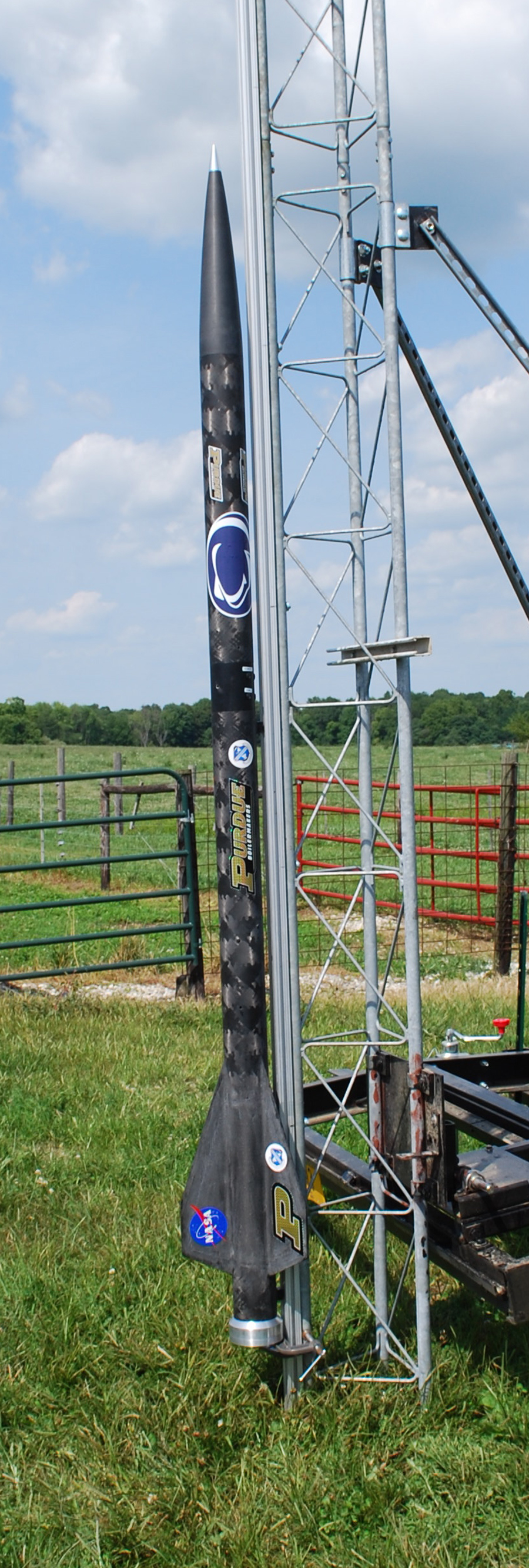
El primer cohete propulsado con ALICE (NASA, agosto de 2009).

Los investigadores informan de que ALICE es una alternativa segura para el medio ambiente y más fácil de producir que todos los demás propergoles. Con la adición de oxidantes, podría incluso resultar más eficiente. ALICE también tiene la ventaja de ser relativamente fácil de fabricar en otros cuerpos planetarios, como la Luna o Marte, lo que facilitaría enormemente futuras exploraciones espaciales.